# Bellanger-Denhaut BD-22
Le Bellanger-Denhaut BD-22 était un hydravion militaire de bombardement et de reconnaissance français de l'entre-deux-guerres.

## Construit par un constructeur automobile
En 1919 les commandes militaires disparurent brutalement, obligeant les industriels à se réorganiser. À Neuilly-sur-Seine Jérôme Donnet souhaitait s’orienter vers la construction automobile alors que François Denhaut continuait à croire à l’avenir des hydravions. Or la Société anonyme des automobiles Bellanger Frères à Levallois, qui avait construit des Breguet 14 durant la Première Guerre mondiale, souhaitait développer ses activités aéronautiques. Elle créa donc un département hydravion et embaucha Denhaut, spécialiste reconnu des hydravions à coque.
Après avoir dessiné plusieurs hydravions quadrimoteurs, Denhaut réalisa en 1921 un biplan bimoteur à ailes inégales destiné à la haute mer et devant pouvoir parcourir 1 000 km. Un prototype militaire fut exposé au Grand Palais durant le 8e Salon de l’aéronautique en décembre 1922, ainsi qu’une coque comprenant un aménagement commercial.

## Description
Cet appareil présentait plusieurs originalités. La section centrale de voilure formait un quadrilatère rigide comprenant des sections d’ailes rectangulaires et les mats d’entreplan. Ces derniers supportaient les moteurs, situés à mi-hauteur et enfermés dans des carénages flanqués de part et d’autre par des radiateurs Lamblin. Ces moteurs, placés le plus près possible l’un de l’autre pour limiter les problèmes de couple, entraînaient des hélices bipales tractives. À l’extérieur de cet ensemble, raidi par câbles, la cellule était complétée par des panneaux de voilure triangulaires dotés de saumons arrondis, tenus en écartement par deux paires de mâts en V de part et d’autre, et pouvant se replier le long de la coque. 
La coque, à flancs plats et fond amorti, ne comportait pas de redan mais sa ligne était brisée, devenant légèrement concave à l'arrière. L’équipage était installé à l’avant de la coque, un bombardier-mitrailleur en proue, un pilote et un mécanicien côte à côte en avant de l’aile, un second poste de mitrailleur étant prévu très en arrière de l’aile. L’étambot se relevait, constituant une dérive à profil épais sur laquelle était posé le stabilisateur. L’ensemble était coiffé par une dérive à compensation aérodynamique. 
En version transport les postes de tir disparaissaient et l’appareil devait transporter 6 passagers répartis dans deux cabines éclairées et chauffées. 

## Une carrière discrète
Deux prototypes furent construits et, après passage au Service technique de l'aéronautique (STAé), la Marine nationale commanda quatre Bellanger-Benhaut HB3 comme hydravions triplaces de bombardement et de reconnaissance. Ils furent livrés en 1924. Entre-temps L’Aéro-Club de France organisa la Course-croisière de la Méditerranée. Après des épreuves éliminatoires disputée le 25 août à Saint-Raphaël, cette compétition fut disputée entre les 1er et 5 septembre 1923, les concurrents devant parcourir un circuit Saint-Raphaël-Bizerte-Berre avec escale à Ajaccio. Piloté par Duhamel et Kerambrun, le Bellanger-Denhaut de la Marine n’atteignit pas Bizerte, abandonnant à Ajaccio. Seuls les FBA 17 et CAMS 33bis terminèrent la compétition sur huit appareils au départ. Après cette épreuve, la Marine nationale commande 140 hydravions FBA 17 et 24 CAMS 33.!
Utilisés entre 1924 et 1928 sur la base de Saint-Raphaël, les Bellanger-Denhaut ne laissèrent pas un grand souvenir. Après avoir réalisé quelques planeurs, François Denhaut quitta en 1925 la firme Bellanger, qui abandonna la construction aéronautique. Après un passage chez France Aviation, François Denhaut rejoindra finalement la firme de François Villiers.

## Sources
1. 1 2 3  http://www.hydroretro.net/etudegh/donnetl.pdf
2. 1 2 3 4 5 6  Flight 28 décembre 1922
3. 1 2  Flight no 770 du 27 septembre 1923 p. 583
4. ↑  http://www.hydroretro.net/etudegh/cams.pdf